# UEFA Futsal Championship 2003
Il terzo UEFA Futsal Championship, disputato nel 2003 in Italia, è stata la 4ª edizione del torneo per squadre nazionali di calcio a 5 organizzato dalla UEFA, organismo che amministra tale sport in ambito europeo.
Le sedi scelte per la manifestazione furono entrambe campane: il Palasport di Aversa ed il PalaMaggiò di Caserta, dove si tenne la finale. Le otto squadre vennero divise in due gironi, da cui uscirono le quattro semifinaliste. L'Italia padrone di casa, dopo aver eliminato la Spagna in semifinale, sconfisse in finale l'Ucraina per 1-0 con rete decisiva di Vinícius Bacaro, conquistando il suo primo alloro continentale.

## Qualificazioni
Ai nastri di partenza delle qualificazioni si presentano ventotto formazioni (tre in più della precedente edizione) per sette posti disponibili, l'ottavo è destinato all'Italia organizzatrice, mentre la Spagna detentrice del trofeo è chiamata a giocare la qualificazione nel gruppo 3 dove si qualifica ai danni di Jugoslavia, Macedonia e Lituania. Le formazioni vennero divise in sette gironi da quattro squadre. Si qualificarono Repubblica Ceca, Slovenia, Russia, Belgio, Portogallo, Spagna e Ucraina.

## Fase finale

### Impianti
| Impianto | Palazzetto dello Sport | PalaMaggiò |
| -------- | ---------------------- | ---------- |
|          |                        |            |
| Città    | Aversa                 | Caserta    |
| Capienza | 2.000                  | 6.387      |

## Fase a gironi

### Girone A
| Squadra   | Pti | G | V | N | P | GF | GS | DR |
| --------- | --- | - | - | - | - | -- | -- | -- |
| Italia    | 9   | 3 | 3 | 0 | 0 | 8  | 2  | +6 |
| Rep. Ceca | 6   | 3 | 2 | 0 | 1 | 11 | 9  | +2 |
| Russia    | 3   | 3 | 1 | 0 | 2 | 5  | 6  | -1 |
| Slovenia  | 0   | 3 | 0 | 0 | 3 | 7  | 14 | -7 |

| Arbitri: | Victor van Helvoirt Zbigniew Kosmala António Cardoso |
| Crono:   | Patrick Willemarck                                   |

|                       |           |        |
| Dlouhý 25’ Blažej 39’ | Marcatori | Ivanov |

| Arbitri: | Andreas Demetriou Patrick Willemarck Zbigniew Kosmala |
| Crono:   | Pedro Galán                                           |

|                              |           |           |
| Vicentini 6’ Montovaneli 12’ | Marcatori | 5’ Džafić |

| Arbitri: | António Cardoso Károly Török |

|                            |           |                                                  |
| Džafić 32’ Horvat 33’, 40’ | Marcatori | 15’ Nikolaev 27’ Gorin 30’ Malyšev 38’ Grigor'ev |

| Arbitri: | Pedro Galán Victor van Helvoirt |

|                                                           |           |           |
| Moratelli 9’ Ippoliti 15’ Bacaro 18’, 31’ Montovaneli 36’ | Marcatori | 4’ Blažej |

| Arbitri: | Patrick Willemarck Pedro Galán Ivan Novak |
| Crono:   | Andreas Demetriou                         |

|  |           |            |
|  | Marcatori | 39’ Foglia |

| Arbitri: | Jyrki Filppu António Cardoso |

|                                |           |                                                                      |
| Horvat 11’, 33’ Lakoseljac 31’ | Marcatori | 7’, 28’ Dlouhý 8’, 38’ Sluka 16’ Blažej 30’ Musial 37’, 37’ M. Mareš |

### Girone B
| Squadra    | Pti | G | V | N | P | GF | GS | DR |
| ---------- | --- | - | - | - | - | -- | -- | -- |
| Ucraina    | 6   | 3 | 2 | 0 | 1 | 14 | 9  | +5 |
| Spagna     | 5   | 3 | 1 | 2 | 0 | 7  | 4  | +3 |
| Portogallo | 4   | 3 | 1 | 1 | 1 | 10 | 12 | -2 |
| Belgio     | 1   | 3 | 0 | 1 | 2 | 5  | 11 | -6 |

| Caserta 17 febbraio 2003, ore 16:30 CET                                                                       | Belgio    | 2 – 7 (0-2) referto                                                          | Ucraina | PalaMaggiò |
| Bachar 36’ Harram 39’ Marcatori 9’ Pylypiv 10’ , 24’ Kosenko 27’ Koridze 34’ Dejnega 36’ Moskvyčov 37’ Kudlaj |           |                                                                              |         |            |
| |           |                                                                              |         |            |
| Bachar 36’ Harram 39’                                                                                         | Marcatori | 9’ Pylypiv 10’, 24’ Kosenko 27’ Koridze 34’ Dejnega 36’ Moskvyčov 37’ Kudlaj |         |            |

| Arbitri: | Anton Averianov Jyrki Filppu Radek Lobo |

|                               |           |                              |
| García 3’ Cobeta 18’ Orol 37’ | Marcatori | 21’ Lima 22’ Alves 32’ Costa |

| Arbitri: | Zbigniew Kosmala Andreas Demetriou Anton Averianov |
| Crono:   | Radek Lobo                                         |

|             |           |               |
| Redondo 39’ | Marcatori | 15’ El Haoual |

| Arbitri: | Ivan Novak Anton Averianov Andreas Demetriou |
| Crono:   | Massimo Cumbo                                |

|                             |           |                                                  |
| Lima 3’, 31’, 38’ Alves 17’ | Marcatori | 10’, 15’, 16’, 28’, 37’ Koridze 15’, 21’ Kosenko |

| Arbitri: | Károly Török Ivan Novak Andreas Demetriou |
| Crono:   | Zbigniew Kosmala                          |

|  |           |                           |
|  | Marcatori | 10’, 19’ Boned 16’ García |

| Arbitri: | Radek Lobo Massimo Cumbo Anton Averianov |
| Crono:   | Victor van Helvoirt                      |

|                        |           |                     |
| Lima 30’ Dias 37’, 39’ | Marcatori | 6’, 28’ El Yahiaoui |

## Fase a eliminazione diretta

### Tabellone
|  | Semifinali | Semifinali | Semifinali |         |        | Finale | Finale | Finale |  |
|  |            |            |            |         |        |        |        |        |  |
|  | Italia     | Italia     | 2          |         |        |        |        |        |  |
|  | Italia     | Italia     | 2          |         |        |        |        |        |  |
|  | Spagna     | Spagna     | 1          |         |        |        |        |        |  |
|  | Spagna     | Spagna     | 1          |         | Italia | Italia | 1      |        |  |
|  |            |            |            |         | Italia | Italia | 1      |        |  |
|  |            |            | Ucraina    | Ucraina | 0      |        |        |        |  |
|  | Ucraina    | Ucraina    | Ucraina    | Ucraina | 0      | 5      |        |        |  |
|  | Ucraina    | Ucraina    |            |         |        |        |        |        |  |
|  | Rep. Ceca  | Rep. Ceca  | 1          |         |        |        |        |        |  |

### Semifinali
| Arbitri: | Ivan Novak Anton Averianov Jyrki Filppu |

|                        |           |                         |
| Foglia 17'01’, 33'02'’ | Marcatori | 36'03’ (aut.) Moratelli |

| Arbitri: | António Cardoso Patrick Willemarck Victor van Helvoirt |

|                                                                            |           |                |
| Kosenko 06'01'’ Moskvyčov 22'03'’, 26'04'’ Pylypiv 35'05'’ Koridze 38'06'’ | Marcatori | 15'02'’ Blažej |

### Finale
| Arbitri: | Pedro Galán Károly Török Jyrki Filppu |
| Crono:   | Victor van Helvoirt                   |

|               |           |  |
| Bacaro 9'46'’ | Marcatori |  |

## Classifica finale
| Pos.      | Squadra    |
| --------- | ---------- |
|           | Italia     |
|           | Ucraina    |
|           | Spagna     |
| Rep. Ceca |            |
| 5         | Portogallo |
| 5         | Russia     |
| 7         | Belgio     |
| 7         | Slovenia   |

## Classifica marcatori
7 reti
- Serhij Koridze

4 reti
- Vít Blažej
- Adriano Foglia
- Tomislav Horvat
- Oleksandr Kosenko